# Nykredit
Nykredit (в пер. с дат. «Новый кредит») — коммерческий банк Дании, специализирующийся на ипотечном кредитовании (на него приходится 42 % ипотечных кредитов в Дании).
Первый жилищный накопительный кооператив в Дании появился в 1851 году. В 1976 году 16 ассоциаций таких кооперативов объединились в две, их слиянием в 1985 году был создан Nykredit. В 1994 году кооператив основал свой банк, Nykredit Bank, в 1998 году были созданы отделы по работе на финансовых рынках и управлению активами. После 2000 года было куплено несколько датских банков, в частности в 2003 году Totalkredit.
Более 30 % выданных ипотечных кредитов приходится на Копенгаген и прилегающие территории. Около 5 % кредитов приходится на другие страны — Швецию, Германию, Испанию, Францию, Финляндию и Великобританию.
Основную часть выручки приносит чистый процентный доход, из 14,6 млрд датских крон в 2020 году он составил 9,8 мдрд, комиссионный доход составил 2,4 млрд, доход от управления активами — 2 млрд крон. Главный источник наполнения капитала — выпуск ипотечных ценных бумаг; основными категориями держателей таких облигаций являются зарубежные инвесторы (29 %), банки (28 %), страховые компании и пенсионные фонды (21 %), инвестиционные фонды (15 %).
Основным акционером является Forenet Kredit f. m. b. a. (специально созданный фонд, 78,9 % акций), ещё 10 % принадлежит пенсионному фонду PFA Pension.